# Essé
Essé (en bretó Ezieg) és un municipi francès, situat a la regió de Bretanya, al departament d'Ille i Vilaine. L'any 2006 tenia 995 habitants. Limita al nord amb Piré-sur-Seiche, al nord-est amb Boistrudan, a l'oest amb Janzé, a l'est amb Marcillé-Robert i al sud amb Le Theil-de-Bretagne.

## Demografia
| 1962                                       | 1968 | 1975 | 1982 | 1990 | 1999 |
| ------------------------------------------ | ---- | ---- | ---- | ---- | ---- |
| 781                                        | 831  | 729  | 747  | 816  | 848  |
| Des de 1962: població sense dobles comptes |      |      |      |      |      |

## Administració
| Període   | Identitat       | Partit |
| --------- | --------------- | ------ |
| 2001-2008 | Laurent Beuchée |        |
| 2008-     | Joseph Geslin   |        |

## Llocs d'interès

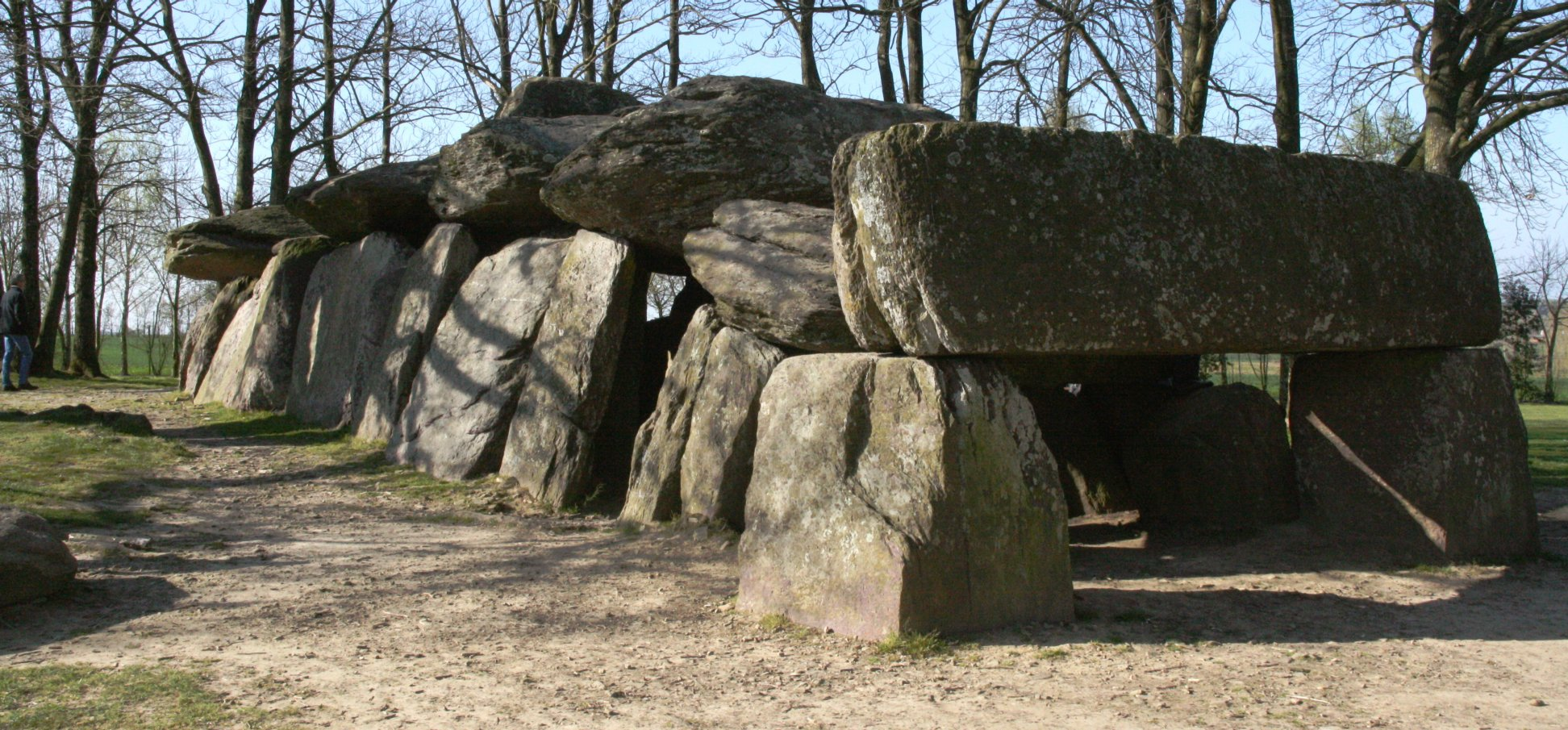
Dolmen de La Roche-aux-Fées (Maen ar Boudiged)